# Índice General de la Bolsa de Valores de Lima
L'índice General de la Bolsa de Valores de Lima est un indice boursier de la bourse de Lima. Il se compose de 34 des principales capitalisations boursières du Pérou.

## Composition
Au 16 août 2011, l'índice General de la Bolsa de Valores de Lima se composait des titres suivants :
| Symbole                   | Société                            | Secteur                    |
| ------------------------- | ---------------------------------- | -------------------------- |
| ALICORC1 PE               | Alicorp                            | Agroalimentaire            |
| ALT PE                    | Alturas Minerals                   | Métaux et Miniers          |
| ATACOBC1 PE               | Cia Minera Atacocha                | Métaux et Miniers          |
| AUSTRAC1 PE               | Austral Group                      | Agroalimentaire            |
| BAP PE                    | Credicorp                          | Banque de détail           |
| BROCALC1 PE               | Sociedad Minera el Brocal          | Métaux et Miniers          |
| BVN PE                    | Cia de Minas Buenaventura          | Métaux et Miniers          |
| CASAGRC1 PE               | Casa Grande                        | Agroalimentaire            |
| CEMLIMC1 PE - CEMLINI1 PE | Cementos Lima                      | Matériaux de construction  |
| CONTINC1 PE               | Banco Continental                  | Banque de détail           |
| CORAREI1 PE               | Corp Aceros Arequipa               | Métaux et Miniers          |
| CPACASC1 PE               | Cementos Pacasmayo                 | Matériaux de construction  |
| CVERDEC1 PE               | Sociedad Minera Cerro Verde        | Métaux et Miniers          |
| DNT PE                    | Candente Copper                    | Métaux et Miniers          |
| EDEGELC1 PE               | Edegel                             | Électricité                |
| FERREYC1 PE               | Ferreyros                          | Machinerie                 |
| GRAMONC1 PE               | Grana y Montero                    | Construction et ingénierie |
| IFS PE                    | Intergroup Financial Services Corp | Services financiers        |
| LUSURC1 PE                | Luz del Sur                        | Électricité                |
| MILPOC1 PE                | Cia Minera Milpo                   | Métaux et Miniers          |
| MINSURI1 PE               | Minsur                             | Métaux et Miniers          |
| MIRL PE                   | Minera IRL                         | Métaux et Miniers          |
| MPLE PE                   | Maple Energy                       | Pétrochimie                |
| PML PE                    | Panoro Minerals                    | Métaux et Miniers          |
| POMALCC1 PE               | Empresa Agroindustrial Pomalca     | Agroalimentaire            |
| RCZ PE                    | Rio Cristal Resources Corp         | Métaux et Miniers          |
| RELAPAC1 PE               | Refineria La Pampilla              | Pétrochimie                |
| RIO PE                    | Rio Alto Mining                    | Métaux et Miniers          |
| SCCO PE                   | Southern Copper Corp               | Métaux et Miniers          |
| SCOTIAC1 PE               | Scotiabank Peru                    | Banque de détail           |
| SIDERC1 PE                | Empresa Siderurgica del Peru       | Métaux et Miniers          |
| VOLCAAC1 PE - VOLCABC1 PE | Volcan Cia Minera                  | Métaux et Miniers          |